# Elin Wägner
Pour les articles homonymes, voir Wagner.
Elizabeth Mathilde Elin Wägner, née le 16 mai 1882 à Lund et morte le 7 janvier 1949 à Rösås, dans le comté de Kronoberg, est une journaliste, écrivaine et féministe suédoise, membre de l'Académie suédoise à partir de 1944.

## Biographie
Elin Wägner naît le 16 mai 1882 à Lund. Sa mère meurt en donnant naissance à son frère cadet Harald Wägner (sv). Son père est maître d'école à Nyköping, puis à Helsingborg. 
Elle est journaliste au Helsingborgs Dagblad, puis elle s'installe à Stockholm et travaille pour le magazine Idun. Elle est engagée comme rédactrice du journal hebdomadaire Tidevarvet qui s'adresse à un lectorat largement féminin, et publie des articles sur les recherches germanique et anglophone, dans le champ de l'ethnologie et de l'anthropologie. Elle s'intéresse particulièrement à la philosophie et à l'histoire des religions. Elle s'intéresse aux recherches de Johann Jakob Bachofen et de Mathilde Vaerting (de) sur le matriarcat. Elle a une activité de romancière dès 1908, avec Norrtullsligan (1908), et Pennskaftet (1910) et son roman le plus connu, Åsa-Hanna qui a donné lieu à un film en 1946, Åsa-Hanna (sv). Après la Première Guerre mondiale, ses livres témoignent de son engagement internationaliste (Den förödda vingården (1920) et Från Seine, Rhen och Ruhr. Små historier från Europa (1923). Elle est également l'autrice de deux récits à portée autobiographique, Genomskådad (1937), et Hemlighetsfull (1938). 
Bientôt, les questions sociales deviennent sa priorité. Elle participe parallèlement à un mouvement pour le vote des femmes. Elle développe simultanément les mêmes thèmes dans sa littérature, abordant dans ses œuvres de fiction les problèmes de la vie réelle. Elle s'emploie à favoriser l'implantation en Suède de l'association Save the Children (Rädda Barnen).
Elin Wägner se lance dans une critique sévère de la guerre et milite dans des mouvements en faveur de la paix, participant au Congrès international des femmes à La Haye en 1915 et publiant un roman pacifiste Släkten Jerneploogs framgång (1916). Elle épouse le journaliste John Landquist, puis le couple se sépare en 1922. Après sa séparation, elle s'installe définitivement à Berg, un village de la province de Småland. Elle continue à écrire, notamment Den namnlösa, une suite de Åsa-Hanna. Elle évoque également des questions féministes, dans Dialogen fortsätter (1932) et humanistes, voire environnementales, dans Väckarklocka (1941). Elle publie en 1942 et en 1943une biographie en deux volumes de l'écrivaine suédoise qui représente un modèle pour elle Selma Lagerlöf. Le succès littéraire de cette biographie et la reconnaissance de son œuvre permettent son élection à l'Académie suédoise en 1944, au fauteuil laissé vacant par la mort de Hans Larsson (en).
Elle meurt à Rösås, dans le comté de Kronoberg, le 16 janvier 1949. Elle est inhumée dans le cimetière du Nord, à Lund.

## Publications

### en français
- La Ligue de Norrtull, Cupidus Legendi, 2020 ((sv) Norrtullsligan, 1908), roman, trad. Vincent Dulac
- Les hirondelles volent haut, Albin Michel, 1949 ((sv) Svalorna flyga högt, 1929), roman, trad. Marguerite Gay et Gerd de Mautort
- Le Tourniquet, Albin Michel, 1961 ((sv) Vändkorset, 1934), roman, trad. Marguerite Gay et Gerd de Mautort
- Vie de Selma Lagerlöf, Stock, 1950 ((sv) Selma Lagerlöf, 1942), biographie, trad. Thekla Hammar et Marthe Metzger

### En suédois
- Från det jordiska museet (1907)
- Norrtullsligan (1908)
- Pennskaftet (1910)
- Helga Wisbeck (1913)
- Mannen och körsbären (1914)
- Camillas äktenskap (1915)
- Släkten Jerneploogs framgång (1916)
- Åsa-Hanna (1918)
- Kvarteret Oron (1919)
- Den befriade kärleken (1919)
- Den förödda vingården (1920)
- Nyckelknippan (1921)
- Den namnlösa (1922)
- Från Seine, Rhen och Ruhr (1923)
- Silverforsen (1924)
- Natten till söndag (1926)
- De fem pärlorna (1927)
- Den odödliga gärningen (1928)
- Svalorna flyga högt (1929)
- Korpungen och jag (1930)
- Gammalrödja (1931)
- Dialogen fortsätter (1932)
- Mannen vid min sida (1933)
- Vändkorset (1934)
- Genomskådad (1937)
- Hemlighetsfull (1938)
- Tusen år i Småland (1939)
- Fred med jorden (1940)
- Väckarklocka (1941)
- Selma Lagerlöf I (1942)
- Selma Lagerlöf II (1943)
- Hans Larsson (1944)
- Vinden vände bladen (1947)
- Spinnerskan (1948)
- Fredrika Bremer (1949) (posthume)

## Scénarios
- 1927 - De fem pärlorna (scénario non filmé)
- 1927 – Ungdom
- 1939 – Efterlyst
- 1946 – Åsa-Hanna (sv)

## Prix et récompenses
- Grand prix des Neuf (1923)